# Ogólny kalendarz rzymski
Ogólny kalendarz rzymski – kalendarz liturgiczny zawierający daty obchodów wspomnień dowolnych, wspomnień obowiązkowych, świąt i uroczystości rytu rzymskiego. Obchody te mogą być na stałe powiązane z datą lub być zależne od dni tygodnia albo daty Wielkanocy (święta ruchome).
Istnieją kalendarze dla krajów i diecezji zawierające wspomnienia świętych związanych z danym obszarem oraz uroczystości i święta ważne dla danej społeczności (np. dzień poświęcenia kościoła katedralnego). Jeżeli data wspomnienia lub święta z kalendarza Kościoła partykularnego nakłada się ze wspomnieniem lub świętej z Ogólnego kalendarza rzymskiego, przewiduje się możliwość przesunięcia terminu jednego z nich za zgodą Stolicy Apostolskiej.
Ostatnie wydanie Calendarium Romanum generale z 1969 roku pochodzi z motu proprio Mysterii Paschalis Pawła VI.

## Kalendarz ogólny[1]

### Styczeń
- 1 stycznia – Oktawa Narodzenia Pańskiego, Uroczystość Świętej Bożej Rodzicielki Maryi – Uroczystość
- 2 stycznia – Świętych Bazylego Wielkiego i Grzegorza z Nazjanzu – wspomnienie obowiązkowe
- 3 stycznia – Najświętszego Imienia Jezus – wspomnienie dowolne
- 6 stycznia – Objawienie Pańskie (w krajach, w których nie jest to święto nakazane – niedziela po 1 stycznia) – uroczystość
- 7 stycznia – św. Rajmunda z Penyafort, prezbitera – wspomnienie dowolne
- 13 stycznia – św. Hilarego, biskupa i doktora Kościoła – wspomnienie dowolne
- 17 stycznia – św. Antoniego, opata – wspomnienie obowiązkowe
- 20 stycznia – św. Fabiana, papieża i męczennika – wspomnienie dowolne albo św. Sebastiana, męczennika – wspomnienie dowolne
- 21 stycznia – św. Agnieszki, dziewicy i męczennicy – wspomnienie obowiązkowe
- 22 stycznia – św. Wincentego, diakona i męczennika – wspomnienie dowolne
- 24 stycznia – św. Franciszka Salezego, biskupa i doktora Kościoła – wspomnienie obowiązkowe
- 25 stycznia – Nawrócenie św. Pawła, Apostoła – święto
- 26 stycznia – świętych biskupów Tymoteusza i Tytusa – wspomnienie obowiązkowe
- 27 stycznia – św. Anieli Merici, dziewicy – wspomnienie dowolne
- 28 stycznia – św. Tomasza z Akwinu – wspomnienie obowiązkowe
- 31 stycznia – św. Jana Bosko, prezbitera – wspomnienie obowiązkowe
- Niedziela po Objawieniu Pańskim – Chrzest Pański – święto

### Luty
- 2 lutego – Ofiarowanie Pańskie – święto
- 3 lutego – św. Błażeja, biskupa i męczennika – wspomnienie dowolne
- 5 lutego – św. Agaty, dziewicy i męczennicy – wspomnienie obowiązkowe
- 6 lutego – świętych męczenników Pawła Miki i towarzyszy – wspomnienie obowiązkowe
- 8 lutego – św. Hieronima Emilianiego – wspomnienie dowolne albo św. Józefiny Bakhity, dziewicy – wspomnienie dowolne
- 10 lutego – św. Scholastyki, dziewicy – wspomnienie obowiązkowe
- 11 lutego – Najśw. Maryi Panny z Lourdes – wspomnienie dowolne
- 14 lutego – Świętych Cyryla, mnicha, i Metodego, biskupa – wspomnienie obowiązkowe
- 17 lutego – świętych siedmiu założycieli Zakonu Serwitów Najśw. Maryi Panny – wspomnienie dowolne
- 21 lutego – św. Piotra Damianiego, biskupa i doktora Kościoła – wspomnienie dowolne
- 22 lutego – Katedry św. Piotra, Apostoła – święto
- 23 lutego – św. Polikarpa, biskupa i męczennika – wspomnienie obowiązkowe
- 27 lutego – św. Grzegorza z Nareku, opata i doktora Kościoła – wspomnienie dowolne[2]

### Marzec
- 4 marca – św. Kazimierza, Królewicza – wspomnienie dowolne
- 7 marca – świętych męczennic Perpetuy i Felicyty – wspomnienie obowiązkowe
- 8 marca – św. Jana Bożego, zakonnika – wspomnienie dowolne
- 9 marca – św. Franciszki Rzymianki, zakonnicy – wspomnienie dowolne
- 17 marca – św. Patryka, biskupa – wspomnienie dowolne
- 18 marca – św. Cyryla Jerozolimskiego, biskupa i doktora Kościoła – wspomnienie dowolne
- 19 marca – św. Józefa, Oblubieńca Najświętszej Maryi Panny – uroczystość
- 23 marca – św. Turybiusza z Mongrovejo, biskupa – wspomnienie dowolne
- 25 marca – Zwiastowanie Pańskie – uroczystość

### Kwiecień
- 2 kwietnia – św. Franciszka z Paoli, pustelnika – wspomnienie dowolne
- 4 kwietnia – św. Izydora, biskupa i doktora Kościoła – wspomnienie dowolne
- 5 kwietnia – św. Wincentego Ferreriusza, prezbitera – wspomnienie dowolne
- 7 kwietnia – św. Jana Chrzciciela de la Salle, prezbitera – wspomnienie obowiązkowe
- 11 kwietnia – św. Stanisława, biskupa i męczennika – wspomnienie obowiązkowe
- 13 kwietnia – św. Marcina I, papieża i męczennika – wspomnienie dowolne
- 21 kwietnia – św. Anzelma, biskupa i doktora Kościoła – wspomnienie dowolne
- 23 kwietnia – św. Jerzego, męczennika – wspomnienie dowolne albo św. Wojciecha, biskupa i męczennika – wspomnienie dowolne
- 24 kwietnia – św. Fidelisa z Sigmaringen, prezbitera i męczennika – wspomnienie dowolne
- 25 kwietnia – św. Marka, Ewangelisty – święto
- 28 kwietnia – św. Piotra Chanela, prezbitera i męczennika – wspomnienie dowolne albo św. Ludwika Marii Grignion de Montfort, prezbitera – wspomnienie dowolne
- 29 kwietnia – św. Katarzyny Sieneńskiej, dziewicy i doktora Kościoła – wspomnienie obowiązkowe
- 30 kwietnia – św. Piusa V, papieża – wspomnienie dowolne

### Maj
- 1 maja – św. Józefa, rzemieślnika – wspomnienie dowolne
- 2 maja – św. Atanazego, biskupa i doktora Kościoła – wspomnienie obowiązkowe
- 3 maja – świętych apostołów Filipa i Jakuba – święto
- 10 maja – św. Jana z Ávili, prezbitera i doktora Kościoła – wspomnienie dowolne[2]
- 12 maja – świętych męczenników Nereusza i Achillesa – wspomnienie dowolne albo św. Pankracego, męczennika – wspomnienie dowolne
- 13 maja – Najświętszej Maryi Panny Fatimskiej – wspomnienie dowolne
- 14 maja – św. Macieja, Apostoła – święto
- 18 maja – św. Jana I, papieża i męczennika – wspomnienie dowolne
- 20 maja – św. Bernardyna ze Sieny, prezbitera – wspomnienie dowolne
- 21 maja – świętych męczenników Krzysztofa Magallannesa, prezbitera i Towarzyszy – wspomnienie dowolne
- 22 maja – św. Rity z Cascii, zakonnicy – wspomnienie dowolne
- 25 maja – św. Bedy Czcigodnego, prezbitera i doktora Kościoła – wspomnienie dowolne albo św. Grzegorza VII, papieża – wspomnienie dowolne albo św. Marii Magdaleny de Pazzi, dziewicy – wspomnienie dowolne
- 26 maja – św. Filipa Nereusza, prezbitera – wspomnienie obowiązkowe
- 27 maja – św. Augustyna z Canterbury, biskupa – wspomnienie dowolne
- 29 maja – św. Pawła VI, papieża – wspomnienie dowolne[3]
- 31 maja – Nawiedzenie Najświętszej Maryi Panny – święto
- Poniedziałek po Zesłaniu Ducha Świętego  – Najświętszej Maryi Panny, Matki Kościoła – wspomnienie obowiązkowe[4]
- Pierwsza niedziela po Zesłaniu Ducha Świętego – Najświętszej Trójcy – uroczystość
- Czwartek po Najświętszej Trójcy, lub w krajach, w których nie jest to święto nakazane – w niedzielę po Najświętszej Trójcy – Najświętszego Ciała i Krwi Chrystusa – uroczystość

### Czerwiec
- 1 czerwca – św. Justyna, męczennika – wspomnienie obowiązkowe
- 2 czerwca – świętych męczenników Marcelina i Piotra – wspomnienie dowolne
- 3 czerwca – świętych męczenników Karola Lwangi i towarzyszy – wspomnienie obowiązkowe
- 5 czerwca – św. Bonifacego, biskupa i męczennika – wspomnienie obowiązkowe
- 6 czerwca – św. Norberta, biskupa – wspomnienie dowolne
- 9 czerwca – św. Efrema, diakona i doktora Kościoła – wspomnienie dowolne
- 11 czerwca – św. Barnaby, Apostoła – wspomnienie obowiązkowe
- 13 czerwca – św. Antoniego z Padwy, prezbitera i doktora Kościoła – wspomnienie obowiązkowe
- 19 czerwca – św. Romualda, opata – wspomnienie dowolne
- 21 czerwca – św. Alojzego Gonzagi, zakonnika – wspomnienie obowiązkowe
- 22 czerwca – św. Paulina z Noli, biskupa – wspomnienie dowolne albo świętych męczenników Jana Fishera, biskupa i Tomasza More’a – wspomnienie dowolne
- 24 czerwca – Narodzenie św. Jana Chrzciciela – uroczystość
- 27 czerwca – św. Cyryla Aleksandryjskiego, biskupa i doktora Kościoła – wspomnienie dowolne
- 28 czerwca – św. Ireneusza, biskupa i męczennika – wspomnienie obowiązkowe
- 29 czerwca – świętych apostołów Piotra i Pawła – uroczystość
- 30 czerwca – świętych pierwszych męczenników świętego Kościoła Rzymskiego – wspomnienie dowolne
- Piątek po drugiej niedzieli po Zesłaniu Ducha Świętego – Najświętszego Serca Pana Jezusa – uroczystość
- Sobota po uroczystości Najśw. Serca Pana Jezusa – Niepokalanego Serca Najśw. Maryi Panny – Wsp. obowiązkowe

### Lipiec
- 3 lipca – św. Tomasza, Apostoła – święto
- 4 lipca – św. Elżbiety Portugalskiej – wspomnienie dowolne
- 5 lipca – św. Antoniego Marii Zaccarii, prezbitera – wspomnienie dowolne
- 6 lipca – św. Marii Goretti, dziewicy i męczennicy – wspomnienie dowolne
- 9 lipca – świętych męczenników Augustyna Zhao Rong, prezbitera i Towarzyszy – wspomnienie dowolne
- 11 lipca – św. Benedykta, opata – wspomnienie obowiązkowe
- 13 lipca – św. Henryka – wspomnienie dowolne
- 14 lipca – św. Kamila de Lellis, prezbitera – wspomnienie dowolne
- 15 lipca – św. Bonawentury, biskupa i doktora Kościoła – wspomnienie obowiązkowe
- 16 lipca – Najśw. Maryi Panny z Góry Karmel – wspomnienie dowolne
- 20 lipca – św. Apolinarego, biskupa i męczennika – wspomnienie dowolne
- 21 lipca – św. Wawrzyńca z Brindisi, prezbitera i doktora Kościoła – wspomnienie dowolne
- 22 lipca – św. Marii Magdaleny – święto
- 23 lipca – św. Brygidy, zakonnicy – wspomnienie dowolne
- 24 lipca – św. Szarbela Makhlufa, prezbitera – wspomnienie dowolne
- 25 lipca – św. Jakuba, Apostoła – święto
- 26 lipca – Świętych Joachima i Anny, rodziców Najśw. Maryi Panny – wspomnienie obowiązkowe
- 29 lipca – św. Marty, św. Marii i św. Łazarza – wspomnienie obowiązkowe[2]
- 30 lipca – św. Piotra Chryzologa, biskupa i doktora Kościoła – wspomnienie dowolne
- 31 lipca – św. Ignacego z Loyoli, prezbitera – wspomnienie obowiązkowe

### Sierpień
- 1 sierpnia – św. Alfonsa Marii Liguoriego, biskupa i doktora Kościoła – wspomnienie obowiązkowe
- 2 sierpnia – św. Euzebiusza z Vercelli, biskupa – wspomnienie dowolne
- 4 sierpnia – św. Jana Marii Vianneya, prezbitera – wspomnienie obowiązkowe
- 5 sierpnia – Rocznica poświęcenia rzymskiej bazyliki Najśw. Maryi Panny – wspomnienie dowolne
- 6 sierpnia – Przemienienie Pańskie – święto
- 7 sierpnia – świętych męczenników Sykstusa II, papieża, i towarzyszy – wspomnienie dowolne albo św. Kajetana, prezbitera – wspomnienie dowolne
- 8 sierpnia – św. Dominika, prezbitera – wspomnienie obowiązkowe
- 9 sierpnia – św. Teresy Benedykty od Krzyża, dziewicy i męczennicy – wspomnienie dowolne
- 10 sierpnia – św. Wawrzyńca, diakona i męczennika – święto
- 11 sierpnia – św. Klary, dziewicy – wspomnienie obowiązkowe
- 12 sierpina – św. Joanny Franciszki de Chantal, zakonnicy – wspomnienie dowolne
- 13 sierpnia – świętych męczenników Poncjana, papieża, i Hipolita, prezbitera – wspomnienie dowolne
- 14 sierpnia – św. Maksymiliana Marii Kolbego, prezbitera i męczennika – wspomnienie obowiązkowe
- 15 sierpnia – Wniebowzięcie Najśw. Maryi Panny – uroczystość
- 16 sierpnia – św. Stefana Węgierskiego – wspomnienie dowolne
- 19 sierpnia – św. Jana Eudesa, prezbitera – wspomnienie dowolne
- 20 sierpnia – św. Bernarda, opata i doktora Kościoła – wspomnienie obowiązkowe
- 21 sierpnia – św. Piusa X, papieża – wspomnienie obowiązkowe
- 22 sierpnia – Najśw. Maryi Panny, Królowej – wspomnienie obowiązkowe
- 23 sierpnia – św. Róży z Limy, dziewicy – wspomnienie dowolne
- 24 sierpnia – św. Bartłomieja, Apostoła – święto
- 25 sierpnia – św. Ludwika – wspomnienie dowolne albo św. Józefa Kalasancjusza[5], prezbitera – wspomnienie dowolne
- 27 sierpnia – św. Moniki – wspomnienie obowiązkowe
- 28 sierpnia – św. Augustyna, biskupa i doktora Kościoła – wspomnienie obowiązkowe
- 29 sierpnia – Męczeństwo św. Jana Chrzciciela – wspomnienie obowiązkowe

### Wrzesień
- 3 września – św. Grzegorza Wielkiego, papieża i doktora Kościoła – wspomnienie obowiązkowe
- 5 września – św. Teresy z Kalkuty, dziewicy – wspomnienie dowolne[6]
- 8 września – Narodzenie Najśw. Maryi Panny – święto
- 9 września – św. Piotra Klawera, prezbitera – wspomnienie dowolne
- 12 września – Najśw. Imienia Maryi – wspomnienie dowolne
- 13 września – św. Jana Chryzostoma, biskupa i doktora Kościoła
- 14 września – Podwyższenie Krzyża Świętego – święto
- 15 września – Najśw. Maryi Panny Bolesnej – wspomnienie obowiązkowe
- 16 września – świętych męczenników Korneliusza, papieża, i Cypriana, biskupa – Wspomnienie obowiązkowe
- 17 września – św. Roberta Bellarmina, biskupa i doktora Kościoła albo św. Hildegardy z Bingen, dziewicy i doktora Kościoła – wspomnienie dowolne[2]
- 19 września – św. Januarego, biskupa i męczennika – wspomnienie dowolne
- 20 września – świętych męczenników Andrzeja Kim Taegon, prezbitera Pawła Chong Hasang i Towarzyszy – wspomnienie obowiązkowe
- 21 września – św. Mateusza, Apostoła i Ewangelisty – święto
- 23 września – św. Pio z Pietrelciny, prezbitera – wspomnienie obowiązkowe
- 26 września – świętych męczenników Kosmy i Damiana – wspomnienie dowolne
- 27 września – św. Wincentego à Paulo, prezbitera – wspomnienie obowiązkowe
- 28 września – św. Wacława, męczennika albo świętych męczenników Wawrzyńca Ruiz i towarzyszy
- 29 września – świętych archaniołów Michała, Gabriela i Rafała – święto
- 30 września – św. Hieronima, prezbitera i doktora Kościoła – wspomnienie obowiązkowe

### Październik
- 1 października – św. Teresy od Dzieciątka Jezus, dziewicy i doktora Kościoła – wspomnienie obowiązkowe
- 2 października – Świętych Aniołów Stróżów – wspomnienie obowiązkowe
- 4 października – św. Franciszka z Asyżu – wspomnienie obowiązkowe
- 5 października – św. Faustyny Kowalskiej, dziewicy – wspomnienie dowolne[7]
- 6 października – św. Brunona, prezbitera – wspomnienie dowolne
- 7 października – Najśw. Maryi Panny Różańcowej – wspomnienie obowiązkowe
- 9 października – świętych męczenników Dionizego, biskupa, i towarzyszy – wspomnienie dowolne
- 11 października – św. Jana XXIII, papieża – wspomnienie dowolne
- 14 października – św. Kaliksta I, papieża i męczennika – wspomnienie dowolne
- 15 października – św. Teresy od Jezusa, dziewicy i doktora Kościoła – wspomnienie dowolne
- 16 października – św. Jadwigi Śląskiej – wspomnienie dowolne albo św. Małgorzaty Marii Alacoque, dziewicy – wspomnienie dowolne
- 17 października – św. Ignacego Antiocheńskiego, biskupa i męczennika – wspomnienie obowiązkowe
- 18 października – św. Łukasza, Ewangelisty – święto
- 19 października – świętych męczenników Jana de Brebeuf, Izaaka Jogues'a, prezbiterów, i towarzyszy – wspomnienie dowolne
- 22 października – św. Jana Pawła II, papieża – wspomnienie dowolne
- 23 października – św. Jana Kapistrana, prezbitera – wspomnienie dowolne
- 24 października – św. Antoniego Marii Clareta, biskupa – wspomnienie dowolne
- 28 października – świętych apostołów Szymona i Judy Tadeusza – święto

### Listopad
- 1 listopada – Wszystkich Świętych – uroczystość
- 2 listopada – Wspomnienie wszystkich wiernych zmarłych – W tabeli pierwszeństwa dni liturgicznych na równi z Uroczystościami Pańskimi[8][9]
- 3 listopada – św. Marcina de Porres, zakonnika – wspomnienie dowolne
- 4 listopada – św. Karola Boremeusza, biskupa – wspomnienie obowiązkowe
- 9 listopada – Rocznica poświęcenia bazyliki laterańskiej – święto
- 10 listopada – św. Leona Wielkiego, papieża i doktora Kościoła – wspomnienie obowiązkowe
- 11 listopada – św. Marcina z Tours, biskupa – wspomnienie obowiązkowe
- 12 listopada – św. Jozafata, biskupa i męczennika – wspomnienie obowiązkowe
- 15 listopada – św. Alberta Wielkiego, biskupa i doktora Kościoła – wspomnienie dowolne
- 16 listopada – św. Małgorzaty Szkockiej – wspomnienie dowolne albo św. Gertrudy, dziewicy – wspomnienie dowolne
- 17 listopada – św. Elżbiety Węgierskiej, zakonnicy – wspomnienie obowiązkowe
- 18 listopada – Rocznica poświęcenia rzymskich bazylik świętych apostołów Piotra i Pawła – wspomnienie dowolne
- 21 listopada – Ofiarowanie Najśw. Maryi Panny – wspomnienie obowiązkowe
- 22 listopada – św. Cecylii, dziewicy i męczennicy – Wsp. obowiązkowe
- 23 listopada – św. Klemensa I, papieża i męczennika – wspomnienie dowolne albo św. Kolumbana, opata – wspomnienie dowolne
- 24 listopada – świętych męczenników Andrzeja Dung-Lac, prezbitera i towarzyszy – wspomnienie obowiązkowe
- 25 listopada – św. Katarzyny Aleksandryjskiej, dziewicy i męczennicy – wspomnienie dowolne
- 30 listopada – św. Andrzeja, Apostoła – święto
- Ostatnia niedziela zwykła – Jezusa Chrystusa, Króla Wszechświata – uroczystość

### Grudzień
- 3 grudnia – św. Franciszka Ksawerego, prezbitera – wspomnienie obowiązkowe
- 4 grudnia – św. Jana Damasceńskiego, prezbitera i doktora Kościoła – wspomnienie dowolne
- 6 grudnia – św. Mikołaja, biskupa – wspomnienie dowolne
- 7 grudnia – św. Ambrożego, biskupa i doktora Kościoła – wspomnienie obowiązkowe
- 8 grudnia – Niepokalane poczęcie Najśw. Maryi Panny – uroczystość
- 9 grudnia – św. Jana Diego Cuauhtlatoatzin – wspomnienie dowolne
- 10 grudnia – Najśw. Maryi Panny Loretańskiej – wspomnienie dowolne[10]
- 11 grudnia – św. Damazego I, papieża – wspomnienie dowolne
- 12 grudnia – Najśw. Maryi Panny z Guadalupe – wspomnienie dowolne
- 13 grudnia – św. Łucji, dziewicy i męczennicy – wspomnienie obowiązkowe
- 14 grudnia – św. Jana od Krzyża, prezbitera i doktora Kościoła
- 21 grudnia – św. Piotra Kanizjusza, prezbitera i doktora Kościoła – wspomnienie dowolne
- 23 grudnia – św. Jana Kantego, prezbitera – wspomnienie dowolne
- 25 grudnia – Narodzenie Pańskie – uroczystość
- 26 grudnia – św. Szczepana, pierwszego męczennika – święto
- 27 grudnia – św. Jana, Apostoła i Ewangelisty – święto
- 28 grudnia – Świętych Młodziaków, męczenników – święto
- 29 grudnia – św. Tomasza Becketa, biskupa i męczennika – wspomnienie dowolne
- 31 grudnia – św. Sylwestra I, papieża – wspomnienie dowolne
- Niedziela w oktawie Narodzenia Pańskiego, a jeżeli w danym roku nie ma takiej niedzieli, dnia 30 grudnia – Świętej Rodziny Jezusa, Maryi i Józefa – święto

## Kalendarz diecezji polskich
Kalendarz zawiera obchody liturgiczne zawarte w:
- ogólnym kalendarzu rzymskim;
- Calendarium proprium pro Poloniæ (stan na 11 października 2024);
- kalendarzach liturgicznych poszczególnych polskich diecezji (stan na 31 sierpnia 2024)[11][12][13][14]

### Styczeń
- 1 stycznia: Oktawa Narodzenia Pańskiego, Uroczystość Świętej Bożej Rodzicielki Maryi – Uroczystość
  - W diecezji zamojsko-lubaczowskiej: Świętej Bożej Rodzicielki Maryi, Matki Odkupiciela, głównej Patronki diecezji – uroczystość
- 2 stycznia: Świętych Bazylego Wielkiego i Grzegorza z Nazjanzu, biskupów i doktorów Kościoła – wspomnienie obowiązkowe
- 3 stycznia – Najświętszego Imienia Jezus – wspomnienie dowolne
- 5 stycznia
  - W diecezji łowickiej: bł. Marceliny Darowskiej, zakonnicy – wspomnienie dowolne
- 6 stycznia – Objawienie Pańskie – uroczystość
- 7 stycznia – św. Rajmunda z Penyafort, prezbitera – wspomnienie dowolne
- 10 stycznia
  - W diecezji drohiczyńskiej: Rocznica poświęcenia kościoła katedralnego w Drohiczynie – święto
- 13 stycznia – św. Hilarego, biskupa i doktora Kościoła – wspomnienie dowolne
- 17 stycznia – św. Antoniego, opata – wspomnienie obowiązkowe
- 18 stycznia
  - W archidiecezji warmińskiej: bł. Reginy Protmann, dziewicy – wspomnienie dowolne
- 19 stycznia – św. Józefa Sebastiana Pelczara, biskupa – wspomnienie obowiązkowe
  - W diecezji rzeszowskiej: św. Józefa Sebastiana Pelczara, biskupa, głównego patrona diecezji – uroczystość
- 20 stycznia – św. Fabiana, papieża i męczennika – wspomnienie dowolne albo św. Sebastiana, męczennika – wspomnienie dowolne
- 21 stycznia – św. Agnieszki, dziewicy i męczennicy – wspomnienie obowiązkowe
- 22 stycznia – św. Wincentego Pallottiego, prezbitera – wspomnienie dowolne albo św. Wincentego, diakona i męczennika – wspomnienie dowolne
- 23 stycznia
  - W diecezji siedleckiej: Błogosławionych Wincentego Lewoniuka i towarzyszy, męczenników z Pratulina – wspomnienie obowiązkowe
  - W diecezji drohiczyńskiej: Błogosławionych Wincentego Lewoniuka i towarzyszy, męczenników z Pratulina – wspomnienie dowolne
- 24 stycznia – św. Franciszka Salezego, biskupa i doktora Kościoła – wspomnienie obowiązkowe
- 25 stycznia – Nawrócenie św. Pawła, Apostoła – święto
- 26 stycznia – świętych biskupów Tymoteusza i Tytusa – wspomnienie obowiązkowe
- 27 stycznia – św. Anieli Merici, dziewicy – wspomnienie dowolne
  - W archidiecezjach białostockiej i warszawskiej oraz w diecezjach kieleckiej i warszawsko-praskiej: bł. Jerzego Matulewicza, biskupa – wspomnienie dowolne
- 28 stycznia – św. Tomasza z Akwinu, prezbitera i doktora Kościoła – wspomnienie obowiązkowe
- 29 stycznia
  - W archidiecezji białostockiej: bł. Bolesławy Marii Lament, dziewicy – wspomnienie obowiązkowe
  - W diecezjach drohiczyńskiej, łowickiej, płockiej i warszawsko-praskiej: bł. Bolesławy Lament, dziewicy – wspomnienie dowolne
  - W diecezji tarnowskiej: Rocznica poświęcenia kościoła katedralnego w Tarnowie – święto
- 30 stycznia
  - W archidiecezji przemyskiej: bł. Bronisława Markiewicza, prezbitera – wspomnienie dowolne
  - W diecezji świdnickiej: Rocznica poświęcenia kościoła katedralnego w Świdnicy – święto
- 31 stycznia – św. Jana Bosko, prezbitera – wspomnienie obowiązkowe
- Niedziela po 6 stycznia – Chrzest Pański – święto

### Luty
- 1 lutego
  - W archidiecezji gnieźnieńskiej: Rocznica poświęcenie bazyliki prymasowskiej w Gnieźnie – święto
- 2 lutego – Ofiarowanie Pańskie – święto
- 3 lutego – św. Błażeja, biskupa i męczennika – wspomnienie dowolne albo św. Oskara, biskupa – wspomnienie dowolne
- 5 lutego – św. Agaty, dziewicy i męczennicy – wspomnienie obowiązkowe
- 6 lutego – świętych męczenników Pawła Miki i towarzyszy – wspomnienie obowiązkowe
- 7 lutego
  - W archidiecezji krakowskiej i diecezji płockiej: bł. Klary Szczęsnej, dziewicy – wspomnienie dowolne
- 8 lutego – św. Hieronima Emilianiego – wspomnienie dowolne albo św. Józefiny Bakhity, dziewicy – wspomnienie dowolne
- 10 lutego – św. Scholastyki, dziewicy – wspomnienie obowiązkowe
- 11 lutego – Najśw. Maryi Panny z Lourdes – wspomnienie dowolne
- 14 lutego – Świętych Cyryla, mnicha, i Metodego, biskupa, patronów Europy – święto
- 17 lutego – świętych siedmiu założycieli Zakonu Serwitów Najśw. Maryi Panny – wspomnienie dowolne
- 21 lutego – św. Piotra Damiana, biskupa i doktora Kościoła – wspomnienie dowolne
- 22 lutego – Katedry św. Piotra, Apostoła – święto
- 23 lutego – św. Polikarpa, biskupa i męczennika – wspomnienie obowiązkowe
  - W diecezji toruńskiej: bł. Stefana Wincentego Frelichowskiego, prezbitera i męczennika – wspomnienie obowiązkowe
- 24 lutego
  - W diecezji toruńskiej: św. Polikarpa, biskupa i męczennika – wspomnienie obowiązkowe
- 27 lutego – św. Grzegorza z Nareku, opata i doktora Kościoła – wspomnienie dowolne

### Marzec
- 4 marca – św. Kazimierza, Królewicza – święto
  - W metropolii białostockiej i diecezjach drohiczyńskiej, łomżyńskiej i radomskiej: św. Kazimierza, Królewicza, głównego patrona metropolii i diecezji – uroczystość
  - W archidiecezji krakowskiej: św. Kazimierza, Królewicza, patrona archidiecezji – święto
- 7 marca – świętych męczennic Perpetuy i Felicyty – wspomnienie obowiązkowe
- 8 marca – św. Jana Bożego, zakonnika – wspomnienie dowolne
  - W diecezji pelplińskiej: Rocznica poświęcenia bazyliki katedralnej w Pelplinie – święto
- 9 marca – św. Franciszki Rzymianki, zakonnicy – wspomnienie dowolne
- 12 marca
  - W diecezji polowej: Rocznica poświęcenia kościoła katedralnego w Warszawie – święto
- 15 marca – W archidiecezji krakowskiej i warszawskiej oraz w diecezji warszawsko-praskiej: św. Klemensa Marii Hofbauera, prezbitera – wspomnienie obowiązkowe
- 17 marca – św. Patryka, biskupa – wspomnienie dowolne
- 18 marca – św. Cyryla Jerozolimskiego, biskupa i doktora Kościoła – wspomnienie dowolne
- 19 marca – św. Józefa, Oblubieńca Najświętszej Maryi Panny – uroczystość
  - W archidiecezji łódzkiej i diecezji włocławskiej: św. Józefa, Oblubieńca Najświętszej Maryi Panny, głównego patrona archidiecezji i diecezji – uroczystość
  - W diecezji kaliskiej: św. Józefa, Oblubieńca Najświętszej Maryi Panny, Opiekuna Zbawiciela, głównego patrona diecezji – uroczystość
  - W diecezji legnickiej: św. Józefa, Oblubieńca Najświętszej Maryi Panny, Opiekuna Zbawiciela, patrona diecezji – uroczystość
- 23 marca – św. Turybiusza z Mongrovejo, biskupa – wspomnienie dowolne
- 25 marca – Zwiastowanie Pańskie – uroczystość
- 26 marca
  - W archidiecezji przemyskiej: św. Łotra – wspomnienie dowolne

### Kwiecień
- 2 kwietnia – św. Franciszka z Pauli, pustelnika – wspomnienie dowolne
- 4 kwietnia – św. Izydora, biskupa i doktora Kościoła – wspomnienie dowolne
- 5 kwietnia – św. Wincentego Ferreriusza, prezbitera – wspomnienie dowolne
- 7 kwietnia – św. Jana Chrzciciela de la Salle, prezbitera – wspomnienie obowiązkowe
- 13 kwietnia – św. Marcina I, papieża i męczennika – wspomnienie dowolne
- 21 kwietnia – św. Anzelma, biskupa i doktora Kościoła – wspomnienie dowolne
- 23 kwietnia – św. Wojciecha, biskupa i męczennika, głównego patrona Polski, archidiecezji gnieźnieńskiej, gdańskiej i warmińskiej oraz diecezji koszalińsko-kołobrzeskiej i elbląskiej, patrona diecezji ełckiej – uroczystość
- 24 kwietnia – św. Jerzego, męczennika – wspomnienie dowolne albo św. Fidelisa z Sigmaringen, prezbitera i męczennika – wspomnienie dowolne
  - W diecezji pelplińskiej: św. Jerzego, męczennika – wspomnienie obowiązkowe
  - W archidiecezji białostockiej: św. Jerzego, męczennika, głównego patrona archidiecezji – uroczystość
- 25 kwietnia – św. Marka Ewangelisty – święto
- 28 kwietnia – św. Piotra Chanela, prezbitera i męczennika – wspomnienie dowolne albo św. Ludwika Marii Grignion de Monfort, prezbitera – wspomnienie dowolne
  - W archidiecezjach krakowskiej i warszawskiej: bł. Hanny Chrzanowskiej – wspomnienie dowolne
- 29 kwietnia – św. Katarzyny Sieneńskiej, dziewicy i doktora Kościoła, patronki Europy – święto
- 30 kwietnia – św. Piusa V, papieża – wspomnienie dowolne
- Niedziela w Oktawie Wielkanocnej – II Niedziela Wielkanocna czyli Miłosierdzia Bożego – uroczystość

### Maj
- 1 maja – św. Józefa, rzemieślnika  – wspomnienie dowolne
  - W archidiecezji katowickiej: św. Józefa, rzemieślnika – święto
- 2 maja – św. Atanazego, biskupa i doktora Kościoła – wspomnienie obowiązkowe
- 3 maja – Najśw. Maryi Panny, Królowej Polski, głównej patronki Polski, archidiecezji częstochowskiej i przemyskiej – uroczystość
  - W Ordynariacie Polowym Wojska Polskiego: Najśw. Maryi Panny, Królowej Polski, Hetmanki Żołnierza Polskiego, głównej Patronki ordynariatu polowego – uroczystość
- 4 maja – św. Floriana, męczennika – wspomnienie obowiązkowe
  - W archidiecezji katowickiej i diecezji warszawsko-praskiej: św. Floriana, męczennika, patrona diecezji – wspomnienie obowiązkowe
- 5 maja – św. Stanisława Kazimierczyka, prezbitera – wspomnienie dowolne
  - W archidiecezji krakowskiej: św. Stanisława Kazimierczyka, prezbitera – wspomnienie obowiązkowe
  - W archidiecezji przemyskiej: rocznica poświęcenia bazyliki katedralnej w Przemyślu – święto
- 6 maja – świętych apostołów Filipa i Jakuba – święto
- 7 maja
  - W diecezji kieleckiej: Najśw. Maryi Panny, Matki Łaski Bożej – święto
- 8 maja – św. Stanisława, biskupa i męczennika, głównego patrona Polski, archidiecezji krakowskiej, lubelskiej, poznańskiej i warszawskiej oraz diecezji kieleckiej, sandomierskiej, świdnickiej i tarnowskiej – uroczystość
- 10 maja – św. Jana z Ávili, prezbitera i doktora Kościoła – wspomnienie dowolne
- 11 maja
  - W diecezji opolskiej: Błogosławionych dziewic i męczennic Marii Paschalis Jahn, Marii Edelburgis Kubitzki, Marii Sabiny Thienel, Marii Melusji Rybki, Marii Adelajdy Töpfer, Marii Felicitas Ellmerer, i towarzyszek – wspomnienie dowolne
  - W diecezji koszalińsko-kołobrzeskiej: Błogosławionych dziewic i męczennic Marii Sapiencji Heymann i Towarzyszek – wspomnienie dowolne
  - W diecezji zielonogórsko-gorzowskiej: Błogosławionych dziewic i męczennic Marii Edelburgis Kubitzki i Towarzyszek – wspomnienie dowolne
- 12 maja – świętych męczenników Nereusza i Achillesa – wspomnienie dowolne albo św. Pankracego, męczennika  – wspomnienie dowolne
  - W diecezji toruńskiej: bł. Juty z Bielczyn – wspomnienie dowolne
- 13 maja – Najśw. Maryi Panny z Fatimy – wspomnienie dowolne
- 14 maja – św. Macieja, Apostoła – święto
- 15 maja
  - W archidiecezji krakowskiej: bł. Zofii Maciejowskiej Czeskiej, zakonnicy – wspomnienie dowolne
- 16 maja – św. Andrzeja Boboli, prezbitera i męczennika, patrona Polski oraz archidiecezji warmińskiej i diecezji łomżyńskiej – święto
  - W metropolii warszawskiej: św. Andrzeja Boboli, prezbitera i męczennika, patrona metropolii – uroczystość
  - W diecezji gliwickiej: Rocznica poświęcenia kościoła katedralnego w Gliwicach – święto
- 17 maja
  - W diecezji elbląskiej: Rocznica poświęcenia kościoła katedralnego w Elblągu – święto
  - W diecezji gliwickiej: św. Andrzeja Boboli, prezbitera i męczennika – święto
- 18 maja – św. Jana I, papieża i męczennika – wspomnienie dowolne albo św. Stanisława Papczyńskiego, prezbitera  – wspomnienie dowolne[15]
  - W diecezji ełckiej: św. Stanisława Papczyńskiego, prezbitera – wspomnienie obowiązkowe
- 19 maja
  - W diecezji ełckiej: św. Jana I, papieża i męczennika – wspomnienie dowolne
  - W archidiecezji warszawskiej: bł. Elżbiety Czackiej, dziewicy – wspomnienie dowolne
- 20 maja – św. Bernardyna ze Sieny, prezbitera  – wspomnienie dowolne
- 21 maja – świętych męczenników Krzysztofa Magallanesa, prezbitera i towarzyszy – wspomnienie dowolne
  - W archidiecezji krakowskiej: św. Jana Nepomucena, prezbitera i męczennika – wspomnienie dowolne
  - W metropolii górnośląskiej oraz diecezji bielsko-żywieckiej i świdnickiej: św. Jana Nepomucena, prezbitera i męczennika – wspomnienie obowiązkowe
  - W archidiecezji poznańskiej: św. Eugeniusza de Mazenod, biskupa – wspomnienie dowolne
- 22 maja – św. Rity z Cascia, zakonnicy  – wspomnienie dowolne
  - W archidiecezji katowickiej i diecezji świdnickiej: świętych męczenników Krzysztofa Magallanesa, prezbitera i towarzyszy  – wspomnienie dowolne
- 24 maja – Najśw. Maryi Panny, Wspomożycielki Wiernych – wspomnienie obowiązkowe
- 25 maja – św. Bedy Czcigodnego, prezbitera i doktora Kościoła  – wspomnienie dowolne albo św. Grzegorza VII, papieża  – wspomnienie dowolne albo św. Marii Magdaleny de Pazzi, dziewicy  – wspomnienie dowolne
- 26 maja – św. Filipa Nereusza, prezbitera – wspomnienie obowiązkowe
- 27 maja – św. Augustyna z Canterbury, biskupa – wspomnienie dowolne albo św. Pawła VI, papieża – wspomnienie dowolne
- 28 maja – bł. Stefana Wyszyńskiego, biskupa – wspomnienie dowolne
- 29 maja – św. Urszuli Ledóchowskiej, dziewicy – wspomnienie obowiązkowe
  - W archidiecezji poznańskiej: św. Urszuli Ledóchowskiej, dziewicy, patronki archidiecezji – wspomnienie obowiązkowe
- 30 maja – św. Jana Sarkandra, prezbitera i męczennika  – wspomnienie dowolne albo św. Zdzisławy  – wspomnienie dowolne
  - W archidiecezji katowickiej: św. Jana Sarkandra, prezbitera i męczennika – wspomnienie obowiązkowe
  - W diecezji bielsko-żywieckiej: św. Jana Sarkandra, prezbitera i męczennika, patrona diecezji – wspomnienie obowiązkowe
  - W archidiecezji białostockiej: Rocznica poświęcenia kościoła katedralnego w Białymstoku – święto
  - W archidiecezji szczecińsko-kamieńskiej: Rocznica poświęcenia kościoła katedralnego w Szczecinie – święto
- 31 maja – Nawiedzenie Najśw. Maryi Panny – święto
- Siódma Niedziela Wielkanocna – Wniebowstąpienie Pańskie – uroczystość
- Poniedziałek po Zesłaniu Ducha Świętego – Najśw. Maryi Panny, Matki Kościoła – święto
  - W archidiecezji szczecińsko-kamieńskiej oraz w diecezji drohiczyńskiej i ełckiej: Najśw. Maryi Panny, Matki Kościoła, głównej patronki archidiecezji i diecezji – uroczystość
- Czwartek po Zesłaniu Ducha Świętego – Jezusa Chrystusa, Najwyższego i Wiecznego Kapłana – święto
- Pierwsza niedziela po Zesłaniu Ducha Świętego – Najświętszej Trójcy – uroczystość
- Czwartek po Najświętszej Trójcy – Najświętszego Ciała i Krwi Chrystusa – uroczystość

### Czerwiec
- 1 czerwca – św. Justyna, męczennika – wspomnienie obowiązkowe
- 2 czerwca – świętych męczenników Marcelina i Piotra  – wspomnienie dowolne
  - W diecezji legnickiej: Matki Bożej Łaskawej – wspomnienie obowiązkowe
  - W diecezji sandomierskiej: Błogosławionych męczenników Sadoka i towarzyszy – wspomnienie obowiązkowe
  - W diecezji rzeszowskiej: Rocznica poświęcenia kościoła katedralnego w Rzeszowie – święto
- 3 czerwca – świętych męczenników Karola Lwangi i towarzyszy – wspomnienie obowiązkowe
- 4 czerwca
  - W archidiecezji krakowskiej: bł. Michała Giedroycia, zakonnika – wspomnienie dowolne
- 5 czerwca – św. Bonifacego, biskupa i męczennika – wspomnienie obowiązkowe
  - W archidiecezji krakowskiej i w diecezji bielsko-żywieckiej: św. Bonifacego, biskupa i męczennika – wspomnienie dowolne albo bł. Małgorzaty Łucji Szewczyk, dziewicy – wspomnienie dowolne
- 6 czerwca – św. Norberta, biskupa  – wspomnienie dowolne
  - W diecezji toruńskiej: bł. Marii Karłowskiej, zakonnicy – wspomnienie dowolne
- 7 czerwca
  - W archidiecezji krakowskiej: Błogosławionych męczenników Zbigniewa Strzałkowskiego i Michała Tomaszka, prezbiterów – wspomnienie dowolne
  - W diecezji bielsko-żywieckiej: bł. Michała Tomaszka, prezbitera i męczennika – wspomnienie dowolne
  - W diecezji tarnowskiej: bł. Zbigniewa Strzałkowskiego, prezbitera i męczennika – wspomnienie dowolne
- 8 czerwca – św. Jadwigi Królowej – wspomnienie obowiązkowe
- 9 czerwca – św. Efrema, diakona i doktora Kościoła  – wspomnienie dowolne
  - W archidiecezji warszawskiej: Rocznica poświęcenia kościoła katedralnego w Warszawie – święto
  - W archidiecezji lubelskiej: Rocznica poświęcenia kościoła katedralnego w Lublinie – święto
- 10 czerwca
  - W archidiecezjach gnieźnieńskiej i poznańskiej oraz diecezji włocławskiej: bł. Bogumiła, biskupa, patrona diecezji – wspomnienie obowiązkowe
  - W diecezji radomskiej: św. Barnaby, Apostoła – wspomnienie obowiązkowe
  - W archidiecezji warszawskiej: św. Efrema, diakona i doktora Kościoła – Wspomnienie dowolne
- 11 czerwca – św. Barnaby, Apostoła – wspomnienie obowiązkowe
  - W diecezji radomskiej: Rocznica poświęcenia kościoła katedralnego w Radomiu – święto
- 12 czerwca – Błogosławionych męczenników Antoniego Nowowiejskiego, biskupa i towarzyszy – wspomnienie dowolne
  - W archidiecezji białostockiej: Błogosławionych męczenników Mieczysława Bohatkiewicza, Henryka Hlebowicza, Władysława Maćkowiaka i Stanisława Pyrtka, prezbiterów, i towarzyszy – wspomnienie dowolne
  - W archidiecezji częstochowskiej: Błogosławionych męczenników Ludwika Rocha Gietyngiera i Maksymiliana Binkiewicza, prezbiterów i towarzyszy – wspomnienie dowolne
  - W archidiecezji gdańskiej: Błogosławionych męczenników Mariana Góreckiego, prezbitera i towarzyszy – wspomnienie obowiązkowe
  - W archidiecezji gnieźnieńskiej: Błogosławionych męczenników Jana Nepomucena Chrzana, prezbitera i towarzyszy – wspomnienie obowiązkowe
  - W archidiecezji katowickiej: Błogosławionych męczenników Emila Szramka i Józefa Czempiela, prezbiterów i towarzyszy – wspomnienie obowiązkowe
  - W archidiecezji krakowskiej: Błogosławionych męczenników Piotra Dańkowskiego, prezbitera, i towarzyszy – wspomnienie dowolne
  - W archidiecezji lubelskiej: Błogosławionych męczenników Władysława Gorala, biskupa, Kazimierza Gostyńskiego, Antoniego Zawistowskiego i Stanisława Mysakowskiego, prezbiterów, i towarzyszy – wspomnienie obowiązkowe
  - W archidiecezji łódzkiej: Błogosławionych męczenników Anastazego Pankiewicza, prezbitera, i towarzyszy – wspomnienie dowolne
  - W archidiecezji poznańskiej: Błogosławionych męczenników Mariana Konopińskiego, Józefa Kuta, Włodzimierza Laskowskiego, Narcyza Putza, prezbiterów, i towarzyszy – wspomnienie dowolne albo Błogosławionych męczenników Czesława Jóźwiaka, Edwarda Kaźmierskiego, Franciszka Kęsego, Edwarda Klinika, Jarogniewa Wojciechowskiego i towarzyszy – wspomnienie dowolne
  - W archidiecezji przemyskiej: Błogosławionych męczenników Józefa Achillesa Puchały, prezbitera, Katarzyny Celestyny Faron, dziewicy, Stanisława Starowieyskiego i towarzyszy – wspomnienie obowiązkowe
  - W diecezji bydgoskiej: Błogosławionych męczenników Franciszka Dachtery, Antoniego Świadka, prezbiterów, i towarzyszy – wspomnienie obowiązkowe
  - W diecezji drohiczyńskiej: Błogosławionych męczenników Antoniego Beszty-Borowskiego, Mieczysława Bohatkiewicza, Edwarda Grzymały, Władysława Maćkowiaka, Michała Woźniaka, prezbiterów, Marii Marty Kazimiery Wołowskiej, dziewicy, i towarzyszy – wspomnienie dowolne
  - W diecezji elbląskiej: Błogosławionych męczenników Władysława Demskiego, prezbitera, i towarzyszy – wspomnienie dowolne
  - W diecezji ełckiej: Błogosławionych męczenników Marianny Biernackiej i towarzyszy – wspomnienie dowolne
  - W diecezji kaliskiej: Błogosławionych męczenników Franciszka Stryjasa i towarzyszy – wspomnienie dowolne
  - W diecezji kieleckiej: Błogosławionych męczenników Józefa Pawłowskiego i towarzyszy – wspomnienie dowolne
  - W diecezji koszalińsko-kołobrzeskiej: Błogosławionych męczenników Bronisława Kostkowskiego i towarzyszy – wspomnienie dowolne
  - W diecezji łomżyńskiej: Błogosławionych męczenników Adama Bargielskiego, Michała Piaszczyńskiego, prezbiterów, Marianny Biernackiej i towarzyszy – wspomnienie dowolne
  - W diecezji opolskiej: Błogosławionych męczenników Józefa Cebuli, Alojzego Ligudy, Emila Szramka, prezbiterów, i towarzyszy – wspomnienie dowolne
  - W diecezji płockiej: Błogosławionych męczenników Antoniego Nowowiejskiego, Leona Wetmańskiego, biskupów, i towarzyszy – wspomnienie obowiązkowe
  - W diecezji radomskiej: Błogosławionych męczenników Kazimierza Grelewskiego, Stefana Grelewskiego, Franciszka Rosłańca, Bolesława Strzeleckiego, Kazimierza Sykulskiego, prezbiterów, i towarzyszy – wspomnienie dowolne
  - W diecezji sandomierskiej: Błogosławionych męczenników Antoniego Rewery, prezbitera, i towarzyszy – wspomnienie dowolne
  - W diecezji świdnickiej: Błogosławionych męczenników Władysława Błądzińskiego, prezbitera, i towarzyszy  – wspomnienie dowolne
  - W diecezji tarnowskiej: Błogosławionych męczenników Romana Sitko i towarzyszy – wspomnienie obowiązkowe
  - W diecezji toruńskiej: Błogosławionych męczenników Antoniego Juliana Nowowiejskiego, biskupa i towarzyszy – wspomnienie obowiązkowe
  - W diecezji włocławskiej: Błogosławionych męczenników Edwarda Grzymały, Henryka Hlebowicza, Dominika Jędrzejewskiego, Henryka Kaczorowskiego, Józefa Kurzawy, Wincentego Matuszewskiego, Leona Nowakowskiego, Józefa Straszewskiego, prezbiterów, i towarzyszy – wspomnienie dowolne
  - W Ordynariacie Polowym Wojska Polskiego: Błogosławionych męczenników Władysława Miegonia, prezbitera, i towarzyszy – wspomnienie dowolne
- 13 czerwca – św. Antoniego z Padwy, prezbitera i doktora Kościoła – wspomnienie obowiązkowe
- 14 czerwca – bł. Michała Kozala, biskupa i męczennika – wspomnienie obowiązkowe
  - W diecezji bydgoskiej: bł. Michała Kozala, biskupa i męczennika, głównego patrona diecezji – uroczystość
- 15 czerwca
  - W archidiecezji gnieźnieńskiej: bł. Jolanty, zakonnicy, patronki archidiecezji – wspomnienie obowiązkowe
  - W diecezji kaliskiej: bł. Jolanty, Księżnej Kaliskiej, zakonnicy – wspomnienie obowiązkowe
- 17 czerwca – św. Alberta Chmielowskiego, zakonnika – wspomnienie obowiązkowe
  - W diecezji sosnowieckiej: św. Alberta Chmielowskiego, zakonnika, głównego patrona diecezji – uroczystość
- 18 czerwca
  - W diecezji zielonogórsko-gorzowskiej: Najśw. Maryi Panny z Rokitna, głównej patronki diecezji – uroczystość
- 19 czerwca – św. Romualda, opata – wspomnienie dowolne
- 20 czerwca
  - W diecezji opolskiej i świdnickiej: św. Alojzego Gonzagi, zakonnika – wspomnienie obowiązkowe
  - W archidiecezji krakowskiej: bł. Władysława Bukowińskiego, prezbitera – wspomnienie dowolne
- 21 czerwca – św. Alojzego Gonzagi, zakonnika – wspomnienie obowiązkowe
  - W diecezji opolskiej: Najśw. Maryi Panny Opolskiej – wspomnienie obowiązkowe
  - W diecezji świdnickiej: Najśw. Maryi Panny, Przyczyny Naszej Radości – wspomnienie obowiązkowe
- 22 czerwca – św. Paulina z Noli, biskupa  – wspomnienie dowolne albo świętych męczenników Jana Fishera, biskupa, i Tomasza More’a  – wspomnienie dowolne
- 24 czerwca – Narodzenie św. Jana Chrzciciela – uroczystość
- 25 czerwca
  - W archidiecezji poznańskiej: Najśw. Maryi Panny – świętogórskiej z Gostynia – wspomnienie obowiązkowe
  - W archidiecezji warmińskiej: bł. Doroty z Mątów – wspomnienie obowiązkowe
  - W diecezji elbląskiej: bł. Doroty z Mątów, patronki diecezji – wspomnienie obowiązkowe
  - W archidiecezji gdańskiej i w diecezji koszalińsko-kołobrzeskiej: bł. Doroty z Mątów – wspomnienie dowolne
- 26 czerwca – św. Zygmunta Gorazdowskiego, prezbitera – wspomnienie dowolne
  - W diecezji pelplińskiej: św. Cyryla Aleksandryjskiego, biskupa i doktora Kościoła – wspomnienie dowolne
- 27 czerwca – św. Cyryla Aleksandryjskiego, biskupa i doktora Kościoła – wspomnienie dowolne
  - W diecezji pelplińskiej i toruńskiej: Najśw. Maryi Panny Nieustającej Pomocy, głównej patronki diecezji – uroczystość
- 28 czerwca – św. Ireneusza, biskupa i męczennika – wspomnienie obowiązkowe
  - W archidiecezji białostockiej: Najświętszej Maryi Panny Różanostockiej – wspomnienie dowolne
- 29 czerwca – świętych apostołów Piotra i Pawła – uroczystość
  - W diecezjach gliwickiej i legnickiej: Świętych Apostołów Piotra i Pawła, głównych patronów diecezji – uroczystość
- 30 czerwca – świętych pierwszych męczenników Kościoła Rzymskiego – wspomnienie dowolne
- Piątek po drugiej niedzieli po Zesłaniu Ducha Świętego – Najświętszego Serca Pana Jezusa – uroczystość
- Sobota po uroczystości N. Serca P. Jezusa (po drugiej niedzieli po Zesłaniu Ducha Świętego) –  Niepokalanego Serca Najśw. Maryi Panny – wspomnienie obowiązkowe

### Lipiec
- 1 lipca – św. Ottona, biskupa – wspomnienie dowolne
  - W archidiecezji szczecińsko-kamieńskiej: św. Ottona, biskupa, patrona diecezji – wspomnienie obowiązkowe
  - W diecezji koszalińsko-kołobrzeskiej: św. Ottona, biskupa – wspomnienie obowiązkowe
- 2 lipca
  - W diecezji siedleckiej: NMP Kodeńskiej – wspomnienie obowiązkowe
  - W diecezji tarnowskiej: NMP Tuchowskiej – święto
  - W diecezji włocławskiej: NMP Licheńskiej – wspomnienie obowiązkowe
- 3 lipca – św. Tomasza Apostoła – święto
- 4 lipca – św. Elżbiety Portugalskiej – wspomnienie dowolne
  - W archidiecezji krakowskiej: Rocznica poświęcenia kościoła katedralnego w Krakowie – święto
- 5 lipca – św. Antoniego Marii Zaccarii, prezbitera – wspomnienie dowolne albo św. Marii Goretti, dziewicy i męczennicy – wspomnienie dowolne
  - W archidiecezji krakowskiej: św. Elżbiety Portugalskiej – wspomnienie dowolne
- 6 lipca – bł. Marii Teresy Ledóchowskiej, dziewicy – wspomnienie obowiązkowe
- 7 lipca
  - W archidiecezji przemyskiej: Błogosławionych męczenników Józefa i Wiktorii Ulmów, małżonków, i ich dzieci – Wspomnienie dowolne
- 8 lipca – św. Jana z Dukli, prezbitera – wspomnienie obowiązkowe
  - W archidiecezji przemyskiej: św. Jana z Dukli, prezbitera, patrona archidiecezji – wspomnienie obowiązkowe
- 9 lipca – świętych męczenników Augustyna Zhao Rong, prezbitera i towarzyszy – wspomnienie dowolne
- 11 lipca – św. Benedykta, opata, patrona Europy – święto
- 12 lipca – św. Brunona Bonifacego z Kwerfurtu, biskupa i męczennika – wspomnienie obowiązkowe
  - W diecezji łomżyńskiej: św. Brunona Bonifacego z Kwerfurtu, biskupa i męczennika, głównego patrona diecezji – uroczystość
  - W archidiecezji warmińskiej i diecezji ełckiej: św. Brunona Bonifacego z Kwerfurtu, biskupa i męczennika, patrona archidiecezji i diecezji – wspomnienie obowiązkowe
- 13 lipca – świętych pustelników Andrzeja Świerada i Benedykta – wspomnienie obowiązkowe
  - W diecezji tarnowskiej: Świętych pustelników Andrzeja Świerada i Benedykta, patronów diecezji – wspomnienie obowiązkowe
- 14 lipca – św. Kamila de Lellis, prezbitera – wspomnienie dowolne albo św. Henryka, cesarza – wspomnienie dowolne
- 15 lipca – św. Bonawentury, biskupa i doktora Kościoła – wspomnienie obowiązkowe
- 16 lipca – Najśw. Maryi Panny z Góry Karmel – wspomnienie obowiązkowe
- 18 lipca – św. Szymona z Lipnicy, prezbitera – wspomnienie dowolne
  - W archidiecezji krakowskiej i diecezji tarnowskiej: św. Szymona z Lipnicy, prezbitera – wspomnienie obowiązkowe
  - W diecezji opolskiej: bł. Alfonsa Trackiego, prezbitera i męczennika – wspomnienie dowolne
- 20 lipca – bł. Czesława, prezbitera – wspomnienie dowolne
  - W archidiecezji wrocławskiej i diecezji opolskiej: bł. Czesława, prezbitera, patrona archidiecezji i diecezji – wspomnienie obowiązkowe
- 21 lipca – św. Wawrzyńca z Brindisi, prezbitera i doktora Kościoła – wspomnienie dowolne albo św. Apolinarego, biskupa i męczennika – wspomnienie dowolne
- 22 lipca – św. Marii Magdaleny – święto
- 23 lipca – św. Brygidy, zakonnicy, patronki Europy – święto
- 24 lipca – św. Kingi, dziewicy – wspomnienie obowiązkowe
  - W diecezji tarnowskiej: św. Kingi, dziewicy, patronki diecezji – wspomnienie obowiązkowe
- 25 lipca – św. Jakuba, Apostoła – święto
- 26 lipca – świętych rodziców NMP Joachima i Anny – wspomnienie obowiązkowe
  - W diecezji opolskiej: św. Anny, Matki Najśw. Maryi Panny, głównej patronki diecezji opolskiej – uroczystość
  - W diecezji gliwickiej: św. Anny, Matki NMP, patronki diecezji – wspomnienie obowiązkowe
- 27 lipca
  - W diecezji opolskiej i gliwickiej: św. Joachima, ojca Najśw. Maryi Panny – wspomnienie obowiązkowe
- 28 lipca – św. Szarbela Makhlufa, prezbitera  – wspomnienie dowolne
- 29 lipca – św. Marty, św. Marii i św. Łazarza – wspomnienie obowiązkowe
- 30 lipca – św. Piotra Chryzologa, biskupa i doktora Kościoła – wspomnienie dowolne
- 31 lipca – św. Ignacego z Loyoli, prezbitera – wspomnienie obowiązkowe

### Sierpień
- 1 sierpnia – św. Alfonsa Marii Liguoriego, biskupa i doktora Kościoła – wspomnienie obowiązkowe
- 2 sierpnia – św. Euzebiusza z Vercelii, biskupa – wspomnienie dowolne albo św. Piotra Juliana Eymarda, prezbitera – wspomnienie dowolne
  - W archidiecezji przemyskiej: bł. Augusta Czartoryskiego, prezbitera – wspomnienie dowolne
- 4 sierpnia – św. Jana Marii Vianneya, prezbitera – wspomnienie obowiązkowe
- 5 sierpnia – Rocznica poświęcenia rzymskiej bazyliki Najśw. Maryi Panny – wspomnienie dowolne
- 6 sierpnia – Przemienienie Pańskie – święto
- 7 sierpnia – świętych męczenników Sykstusa II, papieża, i towarzyszy – wspomnienie dowolne albo św. Kajetana, prezbitera – wspomnienie dowolne
  - W archidiecezji poznańskiej i wrocławskiej: bł. Edmunda Bojanowskiego – wspomnienie obowiązkowe
  - W diecezji tarnowskiej: bł. Edmunda Bojanowskiego – wspomnienie dowolne
  - W diecezji sosnowieckiej: św. Dominika, prezbitera – wspomnienie dowolne
- 8 sierpnia – św. Dominika, prezbitera – wspomnienie obowiązkowe
  - W diecezji sosnowieckiej: Rocznica poświęcenia kościoła katedralnego w Sosnowcu – święto
- 9 sierpnia – św. Teresy Benedykty od Krzyża, dziewicy i męczennicy, Patronki Europy – święto
- 10 sierpnia – św. Wawrzyńca, diakona i męczennika – święto
  - W diecezji pelplińskiej: św. Wawrzyńca, diakona i męczennika, patrona diecezji – święto
- 11 sierpnia – św. Klary, dziewicy – wspomnienie obowiązkowe
  - W archidiecezji warmińskiej: Najśw. Maryi Panny Świętolipskiej – wspomnienie obowiązkowe
- 12 sierpnia – św. Joanny Franciszki de Chantal, zakonnicy  – wspomnienie dowolne
  - W diecezji warmińskiej: św. Klary, dziewicy – wspomnienie obowiązkowe
  - W archidiecezji gdańskiej: św. Maksymiliana Marii Kolbego, prezbitera i męczennika – wspomnienie obowiązkowe
  - W archidiecezji krakowskiej: świętych męczenników Poncjana, papieża, i Hipolita, prezbitera – wspomnienie dowolne
- 13 sierpnia – świętych męczenników Poncjana, papieża, i Hipolita, prezbitera – wspomnienie dowolne
  - W archidiecezji krakowskiej: Najśw. Maryi Panny Kalwaryjskiej – święto
- 14 sierpnia – św. Maksymiliana Marii Kolbego, prezbitera i męczennika – wspomnienie obowiązkowe
  - W diecezji bielsko-żywieckiej: św. Maksymiliana Marii Kolbego, prezbitera i męczennika, głównego patrona diecezji – uroczystość
  - W diecezji koszalińsko-kołobrzeskiej i elbląskiej: św. Maksymiliana Marii Kolbego, prezbitera i męczennika, patrona diecezji – wspomnienie obowiązkowe
  - W archidiecezji gdańskiej: Rocznica poświęcenia kościoła katedralnego w Oliwie – święto
- 15 sierpnia – Wniebowzięcie Najśw. Maryi Panny – uroczystość
  - W diecezji warszawsko-praskiej: Wniebowzięcie Najśw. Maryi Panny, Matki Bożej Zwycięskiej, głównej patronki diecezji – uroczystość
- 16 sierpnia – św. Stefana Węgierskiego – wspomnienie dowolne
  - W diecezji opolskiej i łomżyńskiej: św. Rocha – wspomnienie dowolne
- 17 sierpnia – św. Jacka, prezbitera – wspomnienie obowiązkowe
  - W metropolii katowickiej: św. Jacka, prezbitera, głównego patrona metropolii – uroczystość
  - W archidiecezji krakowskiej: św. Jacka, prezbitera, patrona archidiecezji – święto
- 18 sierpnia
  - W archidiecezji poznańskiej: bł. Sancji Szymkowiak, dziewicy – wspomnienie obowiązkowe
  - W diecezji kaliskiej: bł. Sancji Szymkowiak, dziewicy – wspomnienie dowolne
- 19 sierpnia – św. Jana Eudesa, prezbitera – wspomnienie dowolne
  - W diecezji ełckiej: Rocznica poświęcenia kościoła katedralnego w Ełku – święto
- 20 sierpnia – św. Bernarda, opata i doktora Kościoła – wspomnienie obowiązkowe
  - W diecezji pelplińskiej: św. Bernarda, opata i doktora Kościoła, patrona diecezji – wspomnienie obowiązkowe
- 21 sierpnia – św. Piusa X, papieża – wspomnienie obowiązkowe
- 22 sierpnia – Najśw. Maryi Panny, Królowej – wspomnienie obowiązkowe
- 23 sierpnia – św. Róży z Limy, dziewicy – wspomnienie dowolne
  - W diecezji rzeszowskiej: bł. Władysława Findysza, prezbitera i męczennika – wspomnienie obowiązkowe
- 24 sierpnia – św. Bartłomieja, Apostoła – święto
- 25 sierpnia – św. Ludwika – wspomnienie dowolne albo św. Józefa Kalasancjusza, prezbitera – wspomnienie dowolne
- 26 sierpnia – Najśw. Maryi Panny Częstochowskiej – uroczystość
  - W metropolii częstochowskiej: Najśw. Maryi Panny Częstochowskiej, głównej Patronki metropolii – uroczystość
- 27 sierpnia – św. Moniki – wspomnienie obowiązkowe
- 28 sierpnia – św. Augustyna, biskupa i doktora Kościoła – wspomnienie obowiązkowe
- 29 sierpnia – Męczeństwo św. Jana Chrzciciela – wspomnienie obowiązkowe
- 31 sierpnia
  - W diecezji bydgoskiej: Rocznica poświęcenia kościoła katedralnego w Bydgoszczy – święto

### Wrzesień
- 1 września
  - W diecezji opolskiej: bł. Bronisławy, dziewicy, patronki diecezji – wspomnienie obowiązkowe
  - W archidiecezji krakowskiej: bł. Bronisławy, dziewicy – wspomnienie dowolne
  - W archidiecezji warmińskiej: Najśw. Maryi Panny Królowej Pokoju – wspomnienie obowiązkowe
- 3 września – św. Grzegorza Wielkiego, papieża i doktora Kościoła – wspomnienie obowiązkowe
- 4 września – bł. Marii Stelli, dziewicy i męczennicy oraz Towarzyszek – wspomnienie dowolne
  - W archidiecezji częstochowskiej: Błogosławionych dziewic i męczennic Marii Kanuty (Józefy Chrobot) i Towarzyszek – wspomnienie dowolne
  - W diecezji ełckiej: Błogosławionych dziewic i męczennic Marii Kanizji, Marii Sergii i Towarzyszek – wspomnienie dowolne
  - W diecezji kaliskiej: Błogosławionych dziewic i męczennic Gwidony Cierpki i Towarzyszek – wspomnienie dowolne
  - W diecezji łomżyńskiej: Rocznica poświęcenia kościoła katedralnego w Łomży – święto
- 5 września – św. Teresy z Kalkuty, dziewicy – wspomnienie dowolne
- 7 września – św. Melchiora Grodzieckiego, prezbitera i męczennika – wspomnienie dowolne
  - W diecezji bielsko-żywieckiej: św. Melchiora Grodzieckiego, prezbitera i męczennika – wspomnienie obowiązkowe
  - W archidiecezji lubelskiej i diecezji warszawsko-praskiej: bł. Ignacego Kłopotowskiego, prezbitera – wspomnienie obowiązkowe
  - W archidiecezji katowickiej i warszawskiej oraz diecezji drohiczyńskiej i siedleckiej: bł. Ignacego Kłopotowskiego, prezbitera – wspomnienie dowolne
- 8 września – Narodzenie Najśw. Maryi Panny – święto
  - W diecezji bydgoskiej: Najśw. Maryi Panny, Matki Pięknej Miłości, głównej patronki diecezji – uroczystość
  - W diecezji tarnowskiej: Narodzenie Najśw. Maryi Panny, głównej patronki diecezji – uroczystość
  - W archidiecezji warmińskiej: Narodzenie Najświętszej Maryi Panny (Najświętszej Maryi Panny Gietrzwałdzkiej) – święto
- 9 września – św. Piotra Klawera, prezbitera – wspomnienie dowolne
  - W archidiecezji krakowskiej: bł. Anieli Salawy, dziewicy – wspomnienie dowolne
  - W diecezji zielonogórsko-gorzowskiej: Rocznica poświęcenia kościoła katedralnego w Gorzowie – święto
- 12 września – Najśw. Imienia Maryi – wspomnienie dowolne
  - W archidiecezji katowickiej: Najśw. Maryi Panny Piekarskiej, głównej patronki diecezji – uroczystość
  - W diecezji gliwickiej: Najśw. Maryi Panny, Matki Sprawiedliwości i Miłości Społecznej, patronki diecezji – wspomnienie obowiązkowe
  - W diecezji rzeszowskiej: Najśw. Maryi Panny Rzeszowskiej – wspomnienie obowiązkowe
- 13 września – św. Jana Chryzostoma, biskupa i doktora Kościoła – wspomnienie obowiązkowe
- 14 września – Podwyższenie Krzyża Świętego – święto
- 15 września – Najśw. Maryi Panny Bolesnej – wspomnienie obowiązkowe
  - W diecezji koszalińsko-kołobrzeskiej: Najśw. Maryi Panny Bolesnej, Pani Skrzatuskiej – wspomnienie obowiązkowe
- 16 września – świętych męczenników Korneliusza, papieża, i Cypriana, biskupa – wspomnienie obowiązkowe
- 17 września – św. Roberta Bellarmina, biskupa i doktora Kościoła – wspomnienie dowolne albo św. Zygmunta Szczęsnego Felińskiego, biskupa – wspomnienie dowolne albo św. Hildegardy z Bingen, dziewicy i doktora Kościoła – wspomnienie dowolne
  - W archidiecezji warszawskiej oraz diecezji warszawsko-praskiej: św. Zygmunta Szczęsnego Felińskiego, biskupa – wspomnienie obowiązkowe
- 18 września – św. Stanisława Kostki, zakonnika, patrona Polski – święto
  - W diecezji płockiej: św. Stanisława Kostki, zakonnika, głównego patrona diecezji – uroczystość
  - W archidiecezji warszawskiej: św. Stanisława Kostki, zakonnika, patrona archidiecezji – święto
- 19 września – św. Januarego, biskupa i męczennika – wspomnienie dowolne
  - W diecezji legnickiej: świętych męczenników Andrzeja Kim Taegon, prezbitera, Pawła Chong Hasang i towarzyszy – wspomnienie dowolne
  - W diecezji świdnickiej: bł. Gerharda Hirschfeldera, prezbitera i męczennika – wspomnienie dowolne
  - W diecezji rzeszowskiej: NMP z La Salette, Pojednawczyni grzeszników – wspomnienie dowolne
  - W archidiecezji warszawskiej oraz diecezji warszawsko-praskiej: św. Roberta Bellarmina, biskupa i doktora Kościoła – wspomnienie dowolne
  - W archidiecezji warszawskiej: św. Hildegardy z Bingen, dziewicy i doktora Kościoła – wspomnienie dowolne
- 20 września – świętych męczenników Andrzeja Kim Taegon, prezbitera, Pawła Chong Hasang i towarzyszy – wspomnienie obowiązkowe
  - W diecezji legnickiej: Rocznica poświęcenia kościoła katedralnego w Legnicy – święto
- 21 września – św. Mateusza, Apostoła i Ewangelisty – święto
- 22 września
  - W archidiecezji krakowskiej i diecezji zamojsko-lubaczowskiej: bł. Bernardyny Marii Jabłońskiej, zakonnicy – wspomnienie dowolne
  - W diecezji siedleckiej: Rocznica poświęcenia kościoła katedralnego w Siedlcach – święto
- 23 września – św. Pio z Pietrelciny, prezbitera – wspomnienie obowiązkowe
- 24 września
  - W diecezji bielsko-żywieckiej: Rocznica poświęcenia kościoła katedralnego w Bielsku-Białej – święto
  - W diecezji kaliskiej: Rocznica poświęcenia kościoła katedralnego w Kaliszu – święto
- 25 września
  - W archidiecezji warszawskiej oraz w diecezjach warszawsko-praskiej i radomskiej: bł. Władysława z Gielniowa, prezbitera – wspomnienie dowolne
  - W archidiecezji warmińskiej: Rocznica poświęcenia kościoła katedralnego we Fromborku – święto
- 26 września – świętych męczenników Kosmy i Damiana  – wspomnienie dowolne albo świętych męczenników Wawrzyńca Ruiz i towarzyszy  – wspomnienie dowolne
  - W diecezji kieleckiej: Rocznica poświęcenia kościoła katedralnego w Kielcach – święto
  - W diecezji siedleckiej: Najświętszej Maryi Panny Leśniańskiej – wspomnienie obowiązkowe
- 27 września – św. Wincentego à Paulo, prezbitera – wspomnienie obowiązkowe
- 28 września – św. Wacława, męczennika – wspomnienie obowiązkowe
  - W archidiecezji białostockiej i w Ordynariacie Polowym Wojska Polskiego: św. Wacława, męczennika – wspomnienie dowolne albo bł. Michała Sopoćki, prezbitera – wspomnienie dowolne
- 29 września – świętych archaniołów Michała, Gabriela i Rafała – święto
  - W diecezji warszawsko-praskiej: Rocznica poświęcenia kościoła katedralnego – święto
- 30 września – św. Hieronima, prezbitera i doktora Kościoła – wspomnienie obowiązkowe

### Październik
- 1 października – św. Teresy od Dzieciątka Jezus, dziewicy i Doktora Kościoła – wspomnienie obowiązkowe
- 2 października – świętych Aniołów Stróżów – wspomnienie obowiązkowe
- 3 października
  - W diecezji warszawsko-praskiej: Świętych Archaniołów Michała, Gabriela i Rafała – święto
- 4 października – św. Franciszka z Asyżu – wspomnienie obowiązkowe
- 5 października – św. Faustyny Kowalskiej, zakonnicy – wspomnienie obowiązkowe
  - W diecezji włocławskiej: Rocznica poświęcenia kościoła katedralnego we Włocławku – święto
  - W diecezji toruńskiej: Rocznica poświęcenia kościoła katedralnego w Toruniu – święto
- 6 października – św. Brunona, prezbitera – wspomnienie dowolne
  - W diecezjach toruńskiej i włocławskiej: św. Faustyny Kowalskiej, dziewicy – wspomnienie obowiązkowe
- 7 października – Najśw. Maryi Panny Różańcowej – wspomnienie obowiązkowe
- 8 października
  - W diecezjach toruńskiej i włocławskiej: św. Brunona, prezbitera – wspomnienie dowolne
- 9 października – świętych męczenników Dionizego, biskupa, i towarzyszy – wspomnienie dowolne albo św. Jana Leonardiego, prezbitera – wspomnienie dowolne
  - W archidiecezji krakowskiej oraz w  diecezji kieleckiej i sandomierskiej: bł. Wincentego Kadłubka, biskupa, patrona diecezji – wspomnienie obowiązkowe
- 10 października
  - W diecezji kaliskiej: bł. Marii Angeli Truszkowskiej, dziewicy – wspomnienie obowiązkowe
  - W archidiecezjach krakowskiej i warszawskiej oraz w diecezji drohiczyńskiej: bł. Marii Angeli Truszkowskiej, dziewicy – wspomnienie dowolne
- 11 października – św. Jana XXIII, papieża – wspomnienie dowolne
- 12 października – bł. Jana Beyzyma, prezbitera – wspomnienie dowolne
  - W archidiecezji poznańskiej: Rocznica poświęcenia kościoła katedralnego w Poznaniu – święto
- 13 października – bł. Honorata Koźmińskiego, prezbitera – wspomnienie obowiązkowe
  - W diecezji łowickiej: bł. Honorata Koźmińskiego, prezbitera, głównego patrona diecezji – uroczystość
- 14 października – św. Kaliksta I, papieża i męczennika – wspomnienie dowolne albo św. Małgorzaty Marii Alacoque, dziewicy – wspomnienie dowolne
  - W archidiecezji gnieźnieńskiej: bł. Radzima Gaudentego, biskupa – wspomnienie obowiązkowe
  - W diecezji łowickiej: Rocznica poświęcenia kościoła katedralnego w Łowiczu – święto
  - W archidiecezji łódzkiej: św. Teresy od Jezusa, dziewicy i doktora Kościoła – wspomnienie dowolne
- 15 października – św. Teresy od Jezusa, dziewicy i doktora Kościoła – wspomnienie obowiązkowe
  - W archidiecezji łódzkiej: Rocznica poświęcenia kościoła katedralnego w Łodzi – święto
- 16 października – św. Jadwigi Śląskiej – wspomnienie obowiązkowe
  - W archidiecezjach wrocławskiej i katowickiej oraz w diecezjach gliwickiej, legnickiej, opolskiej i świdnickiej: św. Jadwigi Śląskiej, głównej patronki Śląska i archidiecezji wrocławskiej – uroczystość
- 17 października – św. Ignacego Antiocheńskiego, biskupa i męczennika – wspomnienie obowiązkowe
- 18 października – św. Łukasza, Ewangelisty – święto
- 19 października – świętych męczenników Jana de Brebeuf, Izaaka Jogues’a, prezbiterów, oraz Towarzyszy – wspomnienie dowolne albo św. Pawła od Krzyża, prezbitera – wspomnienie dowolne
  - W archidiecezjach warszawskiej i białostockiej, w diecezjach warszawsko-praskiej, legnickiej i włocławskiej oraz w Ordynariacie Polowym Wojska Polskiego: bł. Jerzego Popiełuszki, prezbitera i męczennika – wspomnienie dowolne
- 20 października – św. Jana Kantego, prezbitera – wspomnienie obowiązkowe
  - W archidiecezji krakowskiej: św. Jana Kantego, prezbitera, głównego patrona archidiecezji i diecezji – uroczystość
  - W archidiecezji lubelskiej i diecezji bielsko-żywieckiej: św. Jana Kantego, prezbitera, patrona diecezji – wspomnienie obowiązkowe
- 21 października
  - W archidiecezji przemyskiej: bł. Jakuba Strzemię, biskupa – wspomnienie dowolne
- 22 października – św. Jana Pawła II, papieża – wspomnienie obowiązkowe
  - W parafiach należących do województw kujawsko-pomorskiego i małopolskiego: św. Jana Pawła II, papieża, głównego patrona województwa – uroczystość
  - W diecezji sandomierskiej: Rocznica poświęcenia kościoła katedralnego w Sandomierzu – święto
- 23 października – św. Jana Kapistrana, prezbitera – wspomnienie dowolne albo św. Józefa Bilczewskiego, biskupa – wspomnienie dowolne
- 24 października – św. Antoniego Marii Clareta, biskupa – wspomnienie dowolne
  - W archidiecezji przemyskiej: bł. Jana Wojciecha Balickiego, prezbitera – wspomnienie obowiązkowe
- 25 października
  - W archidiecezji gnieźnieńskiej: Przeniesienie relikwii św. Wojciecha – wspomnienie obowiązkowe
  - W diecezji koszalińsko-kołobrzeskiej: Rocznica poświęcenia kościoła katedralnego w Koszalinie – święto
  - W archidiecezji przemyskiej: św. Antoniego Marii Clareta, biskupa – wspomnienie dowolne
  - W diecezji sandomierskiej: św. Jana Pawła II, papieża – wspomnienie obowiązkowe
- 26 października
  - W archidiecezji krakowskiej oraz w diecezji bielsko-żywieckiej: bł. Celiny Borzęckiej, zakonnicy – wspomnienie dowolne
- 28 października – świętych apostołów Szymona i Judy Tadeusza – święto
  - W diecezji siedleckiej: Świętych Apostołów Szymona i Judy Tadeusza, głównych patronów diecezji – uroczystość
- 29 października
  - W archidiecezji częstochowskiej: Rocznica poświęcenia kościoła katedralnego w Częstochowie – święto
- 30 października
  - W archidiecezji katowickiej: Rocznica poświęcenia kościoła katedralnego w Katowicach – święto
- Ostatnia niedziela października: W kościołach poświęconych, w których data poświęcenia jest nieznana: Rocznica poświęcenia własnego kościoła – uroczystość

### Listopad
- 1 listopada – Wszystkich Świętych – uroczystość
- 2 listopada – Wspomnienie Wszystkich Wiernych Zmarłych
- 3 listopada – św. Marcina de Porres, zakonnika – wspomnienie dowolne
- 4 listopada – św. Karola Boromeusza, biskupa – wspomnienie obowiązkowe
- 8 listopada
  - W diecezji płockiej: Rocznica poświęcenia kościoła katedralnego w Płocku – święto
- 9 listopada – Rocznica poświęcenia bazyliki laterańskiej – święto
- 10 listopada – św. Leona Wielkiego, papieża i doktora Kościoła – wspomnienie obowiązkowe
  - W diecezji łowickiej: św. Leona Wielkiego, papieża i doktora Kościoła – wspomnienie dowolne albo św. Marcina z Tours, biskupa – wspomnienie dowolne
- 11 listopada – św. Marcina z Tours, biskupa – wspomnienie obowiązkowe
  - W diecezji łowickiej: św. Wiktorii, dziewicy i męczennicy, głównej patronki diecezji – uroczystość
- 12 listopada – św. Jozafata, biskupa i męczennika – wspomnienie obowiązkowe
  - W diecezji siedleckiej: św. Jozafata, biskupa i męczennika, patrona diecezji – wspomnienie obowiązkowe
- 13 listopada – Świętych Benedykta, Jana, Mateusza, Izaaka i Krystyna, pierwszych męczenników Polski – wspomnienie obowiązkowe
  - W diecezji zielonogórsko-gorzowskiej: Świętych Benedykta, Jana, Mateusza, Izaaka i Krystyna, pierwszych męczenników Polski, patronów diecezji – święto
- 14 listopada
  - W archidiecezji katowickiej i archidiecezji wrocławskiej: bł. Marii Luizy Merkert, dziewicy – wspomnienie dowolne
  - W diecezji opolskiej: bł. Marii Luizy Merkert, dziewicy – wspomnienie obowiązkowe
- 15 listopada – św. Alberta Wielkiego, biskupa i doktora Kościoła – wspomnienie dowolne
- 16 listopada – Rocznica poświęcenia rzymskich bazylik św. Piotra i Pawła, apostołów – wspomnienie dowolne albo św. Małgorzaty Szkockiej – wspomnienie dowolne albo św. Gertrudy, dziewicy – wspomnienie dowolne
  - W archidiecezji białostockiej: Najśw. Maryi Panny Ostrobramskiej, Matki Miłosierdzia, głównej patronki archidiecezji – uroczystość
  - W archidiecezji warmińskiej i diecezjach łomżyńskiej, drohiczyńskiej oraz ełckiej: Najśw. Maryi Panny Ostrobramskiej, Matki Miłosierdzia – święto
  - W diecezji warszawsko-praskiej: Najśw. Maryi Panny Ostrobramskiej, Matki Miłosierdzia – wspomnienie obowiązkowe
  - W archidiecezji warszawskiej oraz w diecezji koszalińsko-kołobrzeskiej: Najśw. Maryi Panny Ostrobramskiej, Matki Miłosierdzia – wspomnienie dowolne
  - W archidiecezji wrocławskiej: Rocznica poświęcenia kościoła katedralnego we Wrocławiu – święto
  - W diecezji opolskiej: Rocznica poświęcenia kościoła katedralnego w Opolu – święto
- 17 listopada – św. Elżbiety Węgierskiej, zakonnicy – wspomnienie obowiązkowe
- 18 listopada – bł. Karoliny Kózkówny, dziewicy i męczennicy – wspomnienie obowiązkowe
  - W diecezji rzeszowskiej: bł. Karoliny Kózkowny, dziewicy i męczennicy, patronki diecezji – wspomnienie obowiązkowe
  - W diecezji zamojsko-lubaczowskiej: Rocznica poświęcenia kościoła katedralnego w Zamościu – święto
- 19 listopada
  - W archidiecezji krakowskiej oraz w diecezji kieleckiej i sandomierskiej: bł. Salomei, zakonnicy – wspomnienie dowolne
- 20 listopada – św. Rafała Kalinowskiego, prezbitera – wspomnienie obowiązkowe
  - W diecezji sosnowieckiej: św. Rafała Kalinowskiego, prezbitera, patrona diecezji – wspomnienie obowiązkowe
- 21 listopada – Ofiarowanie Najśw. Maryi Panny – wspomnienie obowiązkowe
- 22 listopada – św. Cecylii, dziewicy i męczennicy – wspomnienie obowiązkowe
- 23 listopada – św. Klemensa I, papieża i męczennika – wspomnienie dowolne albo św. Kolumbana, opata – wspomnienie dowolne
- 24 listopada – świętych męczenników Andrzeja Dung-Lac, prezbitera i towarzyszy – wspomnienie obowiązkowe
- 25 listopada – św. Katarzyny Aleksandryjskiej, dziewicy i męczennicy – wspomnienie dowolne
  - W archidiecezji warszawskiej i diecezji łowickiej: bł. Marii od Pana Jezusa Dobrego Pasterza (Franciszki Siedliskiej), zakonnicy – wspomnienie dowolne
- 30 listopada – św. Andrzeja, Apostoła – święto
  - W archidiecezji warmińskiej: św. Andrzeja, Apostoła, głównego patrona diecezji – uroczystość
- Ostatnia niedziela zwykła: Jezusa Chrystusa, Króla Wszechświata – uroczystość

### Grudzień
- 2 grudnia
  - W archidiecezji łódzkiej: bł. Rafała Chylińskiego, prezbitera – wspomnienie obowiązkowe
  - W archidiecezji poznańskiej: bł. Rafała Chylińskiego, prezbitera – wspomnienie dowolne
  - W archidiecezji katowickiej: bł. Jana Franciszka Machy, prezbitera i męczennika – wspomnienie dowolne
- 3 grudnia – św. Franciszka Ksawerego, prezbitera – wspomnienie obowiązkowe
- 4 grudnia – św. Jana Damasceńskiego, prezbitera i doktora Kościoła – wspomnienie dowolne albo św. Barbary, dziewicy i męczennicy – wspomnienie dowolne
  - W archidiecezji katowickiej: św. Barbary, dziewicy i męczennicy, patronki diecezji – wspomnienie obowiązkowe
  - W diecezjach sosnowieckiej i gliwickiej: św. Barbary, dziewicy i męczennicy – wspomnienie obowiązkowe
- 6 grudnia – św. Mikołaja, biskupa – wspomnienie dowolne
- 7 grudnia – św. Ambrożego, biskupa i doktora Kościoła – wspomnienie obowiązkowe
- 8 grudnia – Niepokalane Poczęcie Najśw. Maryi Panny – uroczystość
- 9 grudnia – św. Jana Diego Cuahtlatoatzin – wspomnienie dowolne
- 10 grudnia – Najśw. Maryi Panny Loretańskiej – wspomnienie dowolne
  - W diecezji warszawsko-praskiej: Najśw. Maryi Panny Loretańskiej – wspomnienie obowiązkowe
- 11 grudnia – św. Damazego I, papieża – wspomnienie dowolne
- 12 grudnia – Najśw. Maryi Panny z Guadalupe – wspomnienie dowolne
- 13 grudnia – św. Łucji, dziewicy i męczennicy – wspomnienie obowiązkowe
- 14 grudnia – św. Jana od Krzyża, prezbitera i doktora Kościoła – wspomnienie obowiązkowe
- 21 grudnia – św. Piotra Kanizjusza, prezbitera i doktora Kościoła – wspomnienie dowolne
- 25 grudnia – Narodzenie Pańskie – uroczystość
- 26 grudnia – św. Szczepana, Pierwszego Męczennika – święto
- 27 grudnia – św. Jana, Apostoła i Ewangelisty – święto
- 28 grudnia – św. Młodzianków, męczenników – święto
- 29 grudnia – św. Tomasza Becketa, biskupa i męczennika – wspomnienie dowolne
- 31 grudnia – św. Sylwestra I, papieża – wspomnienie dowolne
- Niedziela w oktawie Narodzenia Pańskiego (jeżeli Narodzenie Pańskie, a tym samym 1 stycznia, wypada w niedzielę, święto obchodzi się dnia 30 grudnia) – Świętej Rodziny: Jezusa, Maryi i Józefa – święto

## Kalendarze Kościołów partykularnych

### Argentyna[16]
- 22 stycznia – bł. Laury Vicuñi, dziewicy – wspomnienie dowolne
- 24 stycznia – Najśw. Maryi Panny Pokoju – wspomnienie dowolne
- 27 kwietnia – św. Turybiusza z Mongrovejo, biskupa – święto
- 8 maja – Najśw. Maryi Panny z Luján, patronki Argentyny – Uroczystosć
- 15 maja – św. Izydora Oracza – wspomnienie dowolne
- 16 maja – św. Alojzego Orione, prezbitera – wspomnienie dowolne
- 24 maja – Najśw. Maryi Panny Pomocy Chrześcijan – wspomnienie dowolne
- 9 lipca – Najśw. Maryi Panny z Itatí – wspomnienie obowiązkowe
- 10 lipca – świętych męczenników Augustyna Zhao Rong, prezbitera i Towarzyszy – wspomnienie dowolne (przeniesione z 9 lipca)
- 16 lipca – Najśw. Maryi Panny z Góry Karmel – wspomnienie obowiązkowe (w kal. ogólnym: wsp. dowolne)
- 23 lipca – św. Sarbeliusza Makhlufa, prezbitera – wspomnienie dowolne (przeniesione z 24 lipca)
- 24 lipca – św. Franciszka Solano, prezbitera – wspomnienie obowiązkowe
- 16 sierpnia – św. Rocha – wspomnienie dowolne
- 26 sierpnia – bł. Zefiryna Namuncurá – wspomnienie dowolne
- 30 sierpnia – św. Róży z Limy, dziewicy – Uroczystosć (przeniesione z 23 sierpnia, w kal. ogólnym: wsp. dowolne)
- 24 września – Najśw. Maryi Panny Miłosiernej – wspomnienie obowiązkowe
- 7 października – Najśw. Maryi Panny Matki i Pośredniczki Łask – wspomnienie obowiązkowe
- 17 października – św. Rocha González de Santa Cruz, Alfonsa Rodrígueza i Jana de Castillo, prezbiterów i męczenników – wspomnienie obowiązkowe
- 18 października – św. Elżbiety Węgierskiej, zakonnicy – wspomnienie obowiązkowe (przeniesione z 17 października)
- 12 grudnia – Najśw. Maryi Panny z Guadalupe – święto (w kal. ogólnym: wsp. dowolne)
- Sobota drugiego tygodnia Wielkanocy – Najśw. Maryi Panny z Valle – wspomnienie obowiązkowe
- Poniedziałek po Zesłaniu Ducha Świętego – Najśw. Maryi Panny Matki Kościoła – wspomnienie obowiązkowe

### Belgia
- 30 stycznia – św. Mucjusza María Wiauxa, zakonnika – wspomnienie obowiązkowe
- 6 lutego – św. Ananda z Maastricht, biskupa i misjonarza – wspomnienie obowiązkowe
- 17 marca – św. Gertrudy z Nivelles, dziewicy – wspomnienie dowolne
- 8 kwietnia – św. Julii Billiart, dziewicy – wspomnienie dowolne
- 10 maja – św. Damiana de Veuster, misjonarza – wspomnienie obowiązkowe
- 7 sierpnia – św. Julianny z Cornillon, dziewicy – wspomnienie obowiązkowe
- 31 sierpnia – Najśw. Maryi Panny Orędowniczki – święto
- 17 września – św. Lamberta z Maastricht, biskupa i męczennika – wspomnienie obowiązkowe
- 3 listopada – św. Huberta, biskupa – wspomnienie obowiązkowe
- 26 listopada – św. Jana Berchmans, zakonnika – wspomnienie obowiązkowe

### Boliwia[17]
- 6 lutego – świętych męczenników św. Filipa od Jezusa, Pawła Miki i towarzyszy – wspomnienie obowiązkowe (w kal. ogólnym: tylko Pawła Miki i towarzyszy)
- 23 marca – św. Turybiusza z Mongrovejo, biskupa – wspomnienie obowiązkowe (w kal. ogólnym: wsp. dowolne)
- 25 maja – św. Marii Anny od Jezusa z Paredes, dziewicy – wspomnienie dowolne
- 6 lipca – bł. Nazarii Ignacii, zakonnicy – wspomnienie obowiązkowe
- 12 lipca – św. Kamila de Lellis, prezbitera – wspomnienie dowolne
- 14 lipca – św. Franciszka Solano, prezbitera – wspomnienie obowiązkowe
- 16 lipca – Najśw. Maryi Panny z Góry Karmel – uroczystość (w kal. ogólnym: wsp. dowolne)
- 18 września – św. Jana Maciasa, zakonnika – wspomnienie obowiązkowe
- 9 października – św. Ludwika Bertranda, prezbitera – wspomnienie dowolne
- 21 października – św. Michała Febresa Cordero y Muñoza, zakonnika – wspomnienie obowiązkowe
- 24 października – św. Antoniego Marii Clareta, biskupa – wspomnienie obowiązkowe (w kal. ogólnym: wsp. dowolne)
- 3 listopada – św. Marcina de Porres, zakonnika – wspomnienie obowiązkowe (w kal. ogólnym: wsp. dowolne)
- 19 października – św. Rocha González de Santa Cruz, Alfonsa Rodrígueza i Jana de Castillo, prezbiterów i męczenników – wspomnienie obowiązkowe
- 12 grudnia – Najśw. Maryi Panny z Guadalupe – uroczystość
- Czwartek po Niedzieli Zesłania Ducha Świętego – Jezusa Chrystusa, Najwyższego i Wiecznego Kapłana – święto

### Bośnia i Hercegowina
- 9 lutego – św. Scholastyki, dziewicy – wspomnienie obowiązkowe (przeniesione z 10 lutego)
- 10 lutego – św. Alojzego Stepinaca, biskupa i męczennika – wspomnienie obowiązkowe
- 14 lutego – Świętych Cyryla, mnicha i Metodego, biskupa – święto (w kal. ogólnym: wsp. obowiązkowe)
- 27 kwietnia – bł. Katarzyny z Czarnogóry, dziewicy – wspomnienie dowolne
- 29 kwietnia – św. Katarzyny Sieneńskiej, dziewicy i doktora Kościoła – święto (w kal. ogólnym: wsp. obowiązkowe)
- 10 maja – św. Iwana Merza – wspomnienie obowiązkowe
- 12 maja – św. Leopolda Mandicia, prezbitera – wspomnienie obowiązkowe
- 9 lipca – św. Marii Petković, dziewicy – wspomnienie dowolne
- 11 lipca – św. Benedykta, opata – święto (w kal. ogólnym: wsp. obowiązkowe)
- 13 lipca – Najśw. Maryi Panny z Bistricy – wspomnienie dowolne
- 20 lipca – św. Eliasza, proroka – święto
- 23 lipca – św. Brygidy, zakonnicy – święto (w kal. ogólnym: wsp. dowolne)
- 27 lipca – Świętych Klemensa i Gorazda, biskupów, i towarzyszy – wspomnienie dowolne
- 3 sierpnia – bł. Augustyna Każoticia, biskupa i męczennika – wspomnienie dowolne
- 16 sierpnia – św. Rocha – wspomnienie dowolne
- 7 września – św. Marka Kriża, prezbitera – wspomnienie obowiązkowe
- 27 października – bł. Gracjan z Czarnogóry – wspomnienie dowolne
- 14 listopada – św. Mikołaja Tavelicia, prezbitera i męczennika – wspomnienie obowiązkowe
- Poniedziałek po Niedzieli Zesłania Ducha Świętego – Najśw. Maryi Panny, Matki Kościoła – wspomnienie dowolne

### Brazylia
- 9 czerwca – św. Józefa Anchiety, prezbitera – wspomnienie obowiązkowe
- 15 czerwca – bł. Albertyny Berknebrock, dziewicy i męczennicy – wspomnienie obowiązkowe
- 9 lipca – św. Pauliny od Serca Pana Jezusa, dziewicy – wspomnienie dowolne
- 16 lipca – Najśw. Maryi Panny z Góry Karmel – święto (w kal. ogólnym: wsp. dowolne)
- 17 lipca – bł. Ignacego de Azevedo, prezbitera i męczennika – wspomnienie obowiązkowe
- 23 sierpnia – św. Róży z Limy, dziewicy – święto (w kal. ogólnym: wsp. dowolne)
- 3 października – Błogosławionych Andrzeja de Soveral i Ambrożego Ferro, prezbiterów i męczenników – wspomnienie obowiązkowe
- 12 października – Najśw. Maryi Panny z Aparecidy, Patronki Brazylii – uroczystość
- 25 października – św. Rocha González de Santa Cruz, Alfonsa Rodrígueza i Jana de Castillo, prezbiterów i męczenników – wspomnienie obowiązkowe
- 12 grudnia – Najśw. Maryi Panny z Guadalupe – święto

### Czechy
- 18 stycznia – Najśw. Maryi Panny, Matki jedności chrześcijan – wspomnienie obowiązkowe
- 23 kwietnia – św. Wojciecha, biskupa i męczennika – święto (w kal. ogólnym: wsp. dowolne)
- 29 kwietnia – św. Katarzyny Sieneńskiej, dziewicy i doktora Kościoła – święto (w kal. ogólnym: wsp. obowiązkowe)
- 30 kwietnia – św. Zygmunta, męczennika – wspomnienie dowolne
- 8 maja – Najśw. Maryi Panny, Pośredniczki wszelkich łask – wspomnienie dowolne
- 16 maja – św. Jana Nepomucena, prezbitera i męczennika – święto
- 20 maja – św. Klemensa Marii Hofbauera, prezbitera – wspomnienie obowiązkowe
- 30 maja – św. Zdzisławy – wspomnienie obowiązkowe
- 15 czerwca – św. Wita, męczennika – wspomnienie dowolne
- 19 czerwca – św. Jana Neumanna, biskupa – wspomnienie dowolne
- 4 lipca – św. Prokopa, opata – wspomnienie dowolne
- 5 lipca – Świętych Cyryla, mnicha i Metodego, biskupa – uroczystość (w kal. ogólnym: wsp. obowiązkowe; przeniesione z 14 lutego)
- 11 lipca – św. Benedykta, opata – święto (w kal. ogólnym: wsp. obowiązkowe)
- 14 lipca – bł. Hrozonata z Ovenec, męczennika – wspomnienie dowolne
- 17 lipca – bł. Czesława i św. Jacka, prezbiterów – wspomnienie dowolne
- 23 lipca – św. Brygidy, zakonnicy – święto (w kal. ogólnym: wsp. dowolne)
- 9 sierpnia – św. Teresy Benedykty od Krzyża, dziewicy i męczennicy – święto (w kal. ogólnym: wsp. dowolne)